# Nagy Imre (festő)
Nagy Imre, Zsögödi Nagy Imre (Csíkzsögöd, 1893. július 25. – Csíkszereda, 1976. augusztus 22.) romániai magyar festőművész.

## Élete
A budapesti Képzőművészeti Akadémián tanult, majd 1924-ben visszamegy szülőfalujába és 1949-ig kizárólag ott él, alkot, a székely nép és táj művészeti megörökítője. 1949-től állandó lakhelyét Kolozsvárra helyezi át, de Zsögöd megmarad az állandó feltöltődés helyszínének. A nyarakat mindegyre ott tölti.
Háza egyszerű fatornácos parasztház, három egymásba nyitható szobával. Ehhez a festő 1963-ban toldotta a műtermet, ahol haláláig alkotott. Napi hat órán át dolgozott. Már túl a nyolcvanadik életévén, azt mondta, ha az Úristen még hét évvel megajándékozná, véghez tudná vinni minden vonalában, színében ki tudná teljesíteni stílusát. Munkásságának elismeréseképpen 1939-ben a Zichy Mihály grafikai díjjal, 1942-ben a Kolozsvári Művészeti Hetek nagydíjával, 1969-ben a Magyar Képzőművészek Országos Szövetsége tiszteletbeli tagságával, 1957-ben a Román Népköztársaság Érdemes Mestere címmel, 1963-ban a Munka Érdemrend I. fokozata kitüntetéssel, 1968-ban a Kulturális Érdemrend I. fokozata kitüntetéssel, 1971-ben a Román Kommunista Párt 50. évfordulója érmével, 1972-ben a Köztársaság kikiáltásának 25. évfordulója érmével, 1973-ban az Augusztus 23. Érdemrend I. fokozata kitüntetéssel, 2005-ben pedig posztumusz Magyar Örökség díjjal jutalmazták.
Szülőháza kertjébe 1973-ban épült a galéria, a festőművész 80. születésnapjának tiszteletére. Az épület Nagy Imre halála után a festőművész képeinek állandó kiállítóhelye. Alkotásainak zöme közgyűjteményekben található: Csíki Székely Múzeum 6.546, Marosvásárhelyi Művészeti Múzeum 130, Magángyűjtemény, Magyarország 91, Székely Nemzeti Múzeum, Sepsiszentgyörgy 69, Petőfi Irodalmi Múzeum, Budapest 35, Magyar Nemzeti Galéria, Budapest 12, Kolozsvári Művészeti Múzeum 8, Brukenthal Múzeum, Nagyszeben 4, Királyi Képtár, London 4, Románia Nemzeti Művészeti Múzeuma, Bukarest 4, Haáz Rezső Múzeum, Székelyudvarhely 3, Molnár István Múzeum, Székelykeresztúr 2, Kecskeméti Képtár 1, Városi Múzeum, Nürnberg 1, Városi Múzeum, Velence 1 db. Vallomása szerint „Színeket nem felfokozom – hanem – megpróbálom a természetet utolérni. Ritkán jelentkezik abba a ruházatba. Ezt kell kilesni, felfogni – no és megcsinálni. Aki a természetet elhagyta, ott is hagyhatta, mert nem is volt benne…” Noé bárkája felé című képe ihlette Kányádi Sándort ugyanezt a címet és „A Nagy Imre-festmény hátára” mottót viselő versének megírásra. A székely nép, a székely világ volt állandó témája. Kortársa volt Nagy Istvánnak, Gyárfás Jenőnek és Márton Ferencnek.
A festőművész hamvait az itt látható műterem külső falában helyezték el 1976 augusztusában; a szülőházban személyes dolgai, használati tárgyai, bútorai, könyvei láthatók. Külön figyelmet érdemelnek a szalmakalapjai, az utolsó két ceruzarajz önarcképe, valamint az állványon látható félbe maradt kompozíció.
A képzőművész önéletrajzi írása Följegyzések címen posztumusz jelent meg 1979-ben 353 oldalon (Bukarest, Kriterion Könyvkiadó).

## Kiállítások
| - 1917, Mezőtúr, csoportos kiállítás - 1922, Kecskemét, a művésztelep kiállítása - 1922, Zürich, egyéni kiállítás - 1923, Budapest, Helikon Galéria, csoportos kiállítás - 1924, Budapest, csoportos kiállítás - 1925, Brassó, egyéni kiállítás - 1925, Kolozsvár, egyéni kiállítás - 1925, Marosvásárhely, egyéni kiállítás - 1926, Arad, egyéni kiállítás - 1926, Brassó, egyéni kiállítás - 1926, Kolozsvár, egyéni kiállítás - 1926-27? Temesvár, egyéni kiállítás - 1927, Brassó, egyéni kiállítás - 1927, Kolozsvár, egyéni kiállítás - 1928, Brassó, egyéni kiállítás - 1928, Firenze, Tavaszi Világkiállítás - 1928, Kolozsvár, egyéni kiállítás - 1929, Brassó, egyéni kiállítás - 1929, Bukarest, Hivatalos Szalon - 1929, Kolozsvár, egyéni kiállítás - 1929, Kolozsvár, egyéni kiállítás - 1929, Kolozsvár, erdélyi román, magyar, szász művészek együttes szereplése - 1929, Kolozsvár, Erdélyrészi Méhész Egyesület kiállítása - 1929, Zsögöd, műtermi kiállítás - 1929, Nürnberg, Magyar festészeti kiállítás - 1930, Csíksomlyó, egyéni kiállítás - 1930, Budapest, Barabás Miklós Céh bemutatkozása - 1931, Brassó, egyéni kiállítás - 1931, Budapest, egyéni kiállítás - 1932, Kolozsvár, csoportos kiállítás - 1933, Brassó, egyéni kiállítás - 1933, Bukarest, Hivatalos Szalon - 1933, Kolozsvár, egyéni kiállítás - 1933, Nagyszeben, egyéni kiállítás - 1935, Brassó, egyéni kiállítás - 1935, Csíkszereda, egyéni kiállítás - 1936, Brassó, egyéni kiállítás - 1936, Budapest, gyűjteményes kiállítás - 1937, Budapest, erdélyi magyar képzőművészek kiállítása - 1938, Kolozsvár, egyéni kiállítás - 1938, London, egyéni kiállítás - 1939, Budapest, Erdélyi magyar képzőművészet, Nemzeti Szalon - 1941, Budapest, erdélyi kiállítás - 1941, Budapest, egyéni kiállítás - 1941, Kolozsvár, gyűjteményes kiállítás - 1942, Beszterce, a Barabás Miklós Céh kiállítása - 1942, Csíkszereda, egyéni kiállítás - 1942, Kolozsvár, csoportos kiállítás a Művészeti Hetek keretében - 1942, Marosvásárhely, gyűjteményes kiállítás - 1943, Budapest, a Magyar Vallás- és Közoktatásügyi Minisztérium által vásárolt művek kiállítása a Szépművészeti Múzeum Nemzeti Galéria osztályán - 1943, Kolozsvár, a Kolozsvári Műcsarnok megnyitó kiállítása - 1943, Kolozsvár, csoportos kiállítás - 1943, Kolozsvár, a Barabás Miklós Céh bemutatkozó együttes kiállítása - 1943, Kolozsvár, erdélyi művészek karácsonyi kiállítása - 1943, Marosvásárhely, a Barabás Miklós Céh bemutatkozó együttes kiállítása - 1943, Marosvásárhely, egyéni kiállítás (vízfestmények) - 1943, Marosvásárhely, a Barabás Miklós Céh kiállítása - 1943, Marosvásárhely, Mai magyar festészet és szobrászat kiállítás - 1943, Sepsiszentgyörgy, Mai magyar festészet és szobrászat kiállítás - 1943, Szászrégen, a Barabás Miklós Céh kiállítása - 1944, Budapest, a Barabás Miklós Céh kiállítása a Nemzeti Szalonban - 1944, Csíkszereda, Mai magyar festészet és szobrászat kiállítás - 1944, Székelyudvarhely, Mai magyar festészet és szobrászat kiállítás - 1946, Kolozsvár, képzőművészeti kiállítás - 1948, Kolozsvár, tanulmányi kiállítás - 1949, Kolozsvár, csoportos kiállítás | - 1949, Marosvásárhely, csoportos kiállítás - 1950, Kolozsvár, képzőművészeti kiállítás - 1953, Bukarest, állami képzőművészeti kiállítás - 1953, Kolozsvár, tartományi képzőművészeti kiállítás - 1954, Bukarest, állami képzőművészeti kiállítás - 1954, Kolozsvár, tartományi képzőművészeti kiállítás - 1955, Kolozsvár, tartományi képzőművészeti kiállítás - 1955, Kolozsvár, Harc a békéért képzőművészeti kiállítás - 1955, Torda, Harc a békéért képzőművészeti kiállítás - 1956, Kolozsvár, tartományi képzőművészeti kiállítás - 1956, Marosvásárhely, gyűjteményes kiállítás - 1957, Kolozsvár, tartományi képzőművészeti kiállítás - 1957, Leningrád, román képzőművészeti kiállítás - 1957, Moszkva, román képzőművészeti kiállítás - 1958, Marosvásárhely, gyűjteményes kiállítás - 1958, Bukarest, gyűjteményes kiállítás - 1958, Kolozsvár, gyűjteményes kiállítás - 1958, Kolozsvár, tartományi képzőművészeti kiállítás - 1958, Moszkva, szocialista országok képzőművészeti kiállítása - 1959, Berlin, román képzőművészeti kiállítás - 1959, Budapest, román képzőművészeti kiállítás - 1959, Bukarest, állami képzőművészeti kiállítás - 1959, Kolozsvár, tartományi képzőművészeti kiállítás - 1959, Marosvásárhely, állandó kiállítás a Teleki Tékában - 1959, Prága, román képzőművészeti kiállítás - 1960, Kolozsvár, tartományi képzőművészeti kiállítás - 1960, Kolozsvár, grafikai kiállítás - 1961, Bukarest, állami képzőművészeti kiállítás - 1961, Kolozsvár, tartományi képzőművészeti kiállítás - 1961, Párizs, román képzőművészeti kiállítás - 1961, Szófia, román képzőművészeti kiállítás - 1962, Kolozsvár, tartományi képzőművészeti kiállítás - 1963, Bukarest, festészet és szobrászat, retrospektív kiállítás - 1963, Kolozsvár, retrospektív kiállítás - 1963, Kolozsvár, tartományi képzőművészeti kiállítás - 1963, Marosvásárhely, retrospektív kiállítás - 1964, Kolozsvár, tartományi képzőművészeti kiállítás - 1965, Kolozsvár, tartományi képzőművészeti kiállítás - 1966, Kolozsvár, tartományi képzőművészeti kiállítás - 1968, Kolozsvár, megyeközi képzőművészeti kiállítás - 1968, Kolozsvár, 40 festmény kiállítás - 1968, Titograd, kolozsvári képzőművészek kiállítása - 1970, Bukarest, képzőművészeti és díszítőművészeti kiállítás - 1971, Kolozsvár, csoportos kiállítás - 1971, Kolozsvár, csoportos kiállítás - 1971, Zetelaka, csoportos kiállítás - 1971, Székelyudvarhely, gyűjteményes kiállítás - 1972, Budapest, Tamási (Áron) emlékkiállítás - 1973, Bukarest, gyűjteményes kiállítás - 1973, Csíkszereda, állandó gyűjteményes kiállítás - 1973, Kolozsvár, gyűjteményes kiállítás - 1973, Marosvásárhely, gyűjteményes kiállítás - 1974, Berlin, Moszkva, román művészet kiállításai Berlinben és Moszkvában - 1974, Budapest, kolozsvári művészek kiállítása a MNG-ben - 1974, Csíkszereda, gyűjteményes kiállítás, a „felszabadulás” 30. évfordulójára - 1976, Budapest, gyűjteményes kiállítás az MNG-ben |

## Posztumusz alkalmi kiállítások
- 1978, Aarau, Modern és jelenkori művészet mesterei, csoportos kiállítás
- 1980, Tusnádfürdő, fametszet kiállítás, Művelődési Ház
- 1980, Gyergyószentmiklós, akvarell kiállítás, Művelődési Ház
- 1987, Budapest, gyűjteményes kiállítás, Hollósy Galéria
- 1987, Székelykeresztúr, gyűjteményes kiállítás, Városi Múzeum, ma Molnár István Múzeum
- 1988, Székelyudvarhely, gyűjteményes kiállítás, Városi Kultúrház
- 1989, Székelykeresztúr, gyűjteményes kiállítás, Városi Múzeum
- 1990, Székelykeresztúr, gyűjteményes kiállítás, Városi Múzeum
- 1991, Székelyudvarhely, grafikák, Városi Kultúrház
- 1991, Székelykeresztúr, grafikák (2 alkalommal), Városi Múzeum
- 1993, Csíkszereda, centenáriumi gyűjteményes kiállítás, a zsögödi Képtárban festmények, Mikó-várban grafikák
- 1996, Sepsiszentgyörgy, gyűjteményes kiállítás, Székely Nemzeti Múzeum képtára
- 2001, Marosvásárhely, állandó gyűjteményes kiállítás
- 2006, Alsógöd, emlékkiállítás magyarországi magángyűjteményből
- 2007, Bukaresti Magyar Kulturális Intézet

2008-11 évi, A mi Nagy Imrénk című magyarországi vándorkiállítások – 60 darab alkotás a Csíki Székely Múzeum anyagából:
- 2008, Kaposvár, Művészetek Kincsesháza, Vaszary Képtár;
- 2008, Gyula, Kohán Képtár;
- 2008, Tiszaújváros, Városi Képtár;
- 2008, Óbuda-Békásmegyer, San Marco Galéria;
- 2008, Százhalombatta, Barátság Művelődési Központ;
- 2008, Miskolc, Herman Ottó Múzeum;
- 2009, Debrecen, Déri Múzeum;
- 2009, Sopron, Soproni Múzeum, Lábasház;
- 2009, Zalaegerszeg, Göcseji Múzeum;
- 2009, Nyíregyháza, Jósa András Múzeum;
- 2009, Kecskemét, Katona József Múzeum, Cifrapalota;
- 2009, Szeged, Móra Ferenc Múzeum;
- 2010, Salgótarján, Nógrádi Történeti Múzeum;
- 2010, Eger, Dobó István Vármúzeum;
- 2010, Szolnok, Damjanich János Múzeum, Szolnoki Galéria;
- 2010, Békéscsaba, Munkácsy Mihály Múzeum;
- 2010, Tata, Tatai Református Gimnázium;
- 2010-11, Székesfehérvár, Szent István Király Múzeum, Csók István Képtár;

## Művek

### Köz- és magángyűjteményi hagyatéka
| Csíki Székely Múzeum, Csíkszereda, Románia                | 6546 db. alkotás |
| Marosvásárhelyi Művészeti Múzeum, Marosvásárhely, Románia | 130 db. alkotás  |
| Székely Nemzeti Múzeum, Sepsiszentgyörgy, Románia         | 69 db. alkotás   |
| Petőfi Irodalmi Múzeum, Budapest, Magyarország            | 35 db. alkotás   |
| Magyar Nemzeti Galéria, Budapest, Magyarország            | 12 db. alkotás   |
| Kolozsvári Művészeti Múzeum, Kolozsvár, Románia           | 8 db. alkotás    |
| Bruckenthal Múzeum, Nagyszeben, Románia                   | 4 db. alkotás    |
| Románia Nemzeti Művészeti Múzeuma, Bukarest, Románia      | 4 db. alkotás    |
| Haáz Rezső Múzeum, Székelyudvarhely, Románia              | 3 db. alkotás    |
| Molnár István Múzeum, Székelykeresztúr, Románia           | 2 db. alkotás    |
| Kecskeméti Képtár, Kecskemét, Magyarország                | 1 db. alkotás    |
| Városi Múzeum, Nürnberg, Németország                      | 1 db. alkotás    |
| Városi Múzeum, Velence, Olaszország                       | 1 db. alkotás    |
| Magángyűjtemény, Magyarország                             | 91 db. alkotás   |

### Fontosabb művek
- Önarckép palettával (1956, Zsögöd)
- További önarcképek (1922, 1924, 1967, 1970, 1972, 1975)
- Anyám (1927)
- Szüleim (1927)
- Cigánylány (1925)
- Utcasarok (1928, Zsögöd)
- Zsögödi utca (1926)
- Apám (1930, Zsögöd)
- Lófürösztés (1932, Zsögöd)
- Ebéd (1931)
- Pihen a család (1930, Zsögöd)
- Akt (1930, Zsögöd)
- Rigó Manci (1935)
- Almaszedés (1937)
- Vihar (1957, Kolozsvár)
- Ilona (1958, Zsögöd)
- Apor Mária (1963, Kolozsvár)
- A bőség forrása (1959)
- Az én falum (1962, Zsögöd)
- Csűrök mögött (1959, Zsögöd)
- Az utolsó két ló (1965, Zsögöd)
- Krumpliszedők (1968, Kolozsvár)
- Noé bárkája felé (1967, Kolozsvár)
- Pihenés (1973, Kolozsvár)
- Régi temető (1969, Zsögöd)
- Macskák (1969, Kolozsvár)
- Nyár (1969, Zsögöd)
- Harangláb (1977, Kolozsvár)
- Öregasszony kotlóval (1973, Kolozsvár)
- Fürdés (1967, Kolozsvár)
- Avignoni kisasszonyok Zsögödön (1965)
- Nő bagollyal
- Pihenés (1965, Kolozsvár)
- Lány macskával ([1931], Zsögöd)
- Lányportré (1944, Zsögöd)
- Gr. Mikes Hanna (1932, Zsögöd)
- Lányportré (1931, Zsögöd)
- Varrónő
- Cili (Puskás Antónia) (1966, Kolozsvár)
- Gál Ferenc (1967)
- Kormos vize (1949, Zsögöd)
- Annus (N. I. nővére) (1930, Zsögöd)
- Ferenc bá (1925, Zsögöd)
- László Gyula (1973. április 14., Kolozsvár)
- Márton Áron (1969. november 27., Gyulafehérvár)
- Kányádi Sándor (1975. április 30., Kolozsvár
- Kós Károly (1969. április 15., Kolozsvár)
- Plugor Sándor (1964. április, Kolozsvár)
- Márkos András (1958. január, Kolozsvár
- Jézus Keresztelő Szent Jánossal
- Varró lány
- Répaszedők
- Szász konyha
- Zsögöd (1958, Zsögöd)
- Úz pataka (1940, Úzvölgye)
- Akt pisztránggal (1966)

Kis galéria a művekről: http://www.erdelyimuveszet.ro/ni/eletrajz/szoveg/Kepek/Olaj-temp/olajtemp.htm

## Könyvek
- Gazda József: Nagy Imre. Kriterion Könyvkiadó, Bukarest, 1972 (Ser. Művészeti kismonográfiák)
- Nagy Imre: Kétszáz rajz ( – . László Gyula), Kriterion Könyvkiadó, Bukarest, 1973
- Negoiţă Lăptoiu: Nagy Imre, Meridiane Könyvkiadó, Bukarest, 1975
- Nagy Imre: Följegyzések, Kriterion Könyvkiadó, Bukarest, 1979
- *** Xilogravuri-Fametszetek-Holzschnitte ( – : Bucur Nicolae, Kántor József), Hargita megye Szocialista Műveloődési és Nevelési Bizottsága–Csíkszeredai Múzeum, Csíkszereda, 1983
- Nagy Imre: Ahogy Csíkba megérkeztem... ( – : Gerencsér Zsigmond), Európa Könyvkiadó, Budapest, 1983
- Szabó András: Repertoriul de documente privind biografia maestrului emerit NAGY IMRE életrajzi vonatkozású dokumentumainak repertóriuma, Muzeul Judeţean Hrghita/Muzeul Secuiesc al Ciucului-Hargita Megyei Múzeum/Csíki Székely Múzeum, Csíkszereda, 1993
- Szabó András: A bőfény forrása, Pallas-Akadémia–Csíki Székely Múzeum, Csíkszereda, 2006
- Kurucz Istvánné György Zsuzsanna: Amikor Csíkba' megszülettem, Hargita Kiadóhivatal, Csíkszereda, 2007
- *** A mi Nagy Imrénk ( – . Szabó András), Csíkszereda Kiadóhivatal, Csíkszereda, 2008
- Zsögödi Nagy Imre "AZ ÚGY VOLT, HOGY... - HALLÁK-E?" Följegyzések, Csíkszereda Kiadóhivatal, Csíkszereda, 2012

## Filmek
- Daczó Katalin–Berszán Árus György: Zsögödtől Zsögödig, Rubin Stúdió, Gyergyószentmiklós, 2006
- Dékány István: A zsögödi gazda, D&D Produkció, Budapest, 2007